# Dante Guardamagna
Dante Guardamagna (Fiume, 3 aprile 1922 – Roma, 20 luglio 1999) è stato un regista e sceneggiatore italiano.

## Biografia
Dante Guardamagna è conosciuto per i suoi numerosi lavori per la televisione, per la quale ha prevalentemente lavorato dalla fine degli anni Cinquanta agli anni Ottanta del Novecento. Ciò nonostante, è stato appassionato di teatro sin da ragazzo, formandosi dunque in tale ambito. Infatti, mosse i primi passi a Fiume con il "Teatro GUF", dove lavorò con il suo amico di giovinezza e poi regista di molte sue opere Sandro Bolchi. Trasferitosi a Milano, cominciò a frequentare Paolo Grassi e Giorgio Strehler. Il laboratorio teatrale che poi diede vita al Piccolo Teatro di Milano, il Diogene, lesse nel 1942 il suo primo testo teatrale: Mastro Sarto. Nel frattempo, sempre a Milano cominciò a lavorare all'EIAR col regista Enzo Ferrieri, recitando alla radio con Renzo Ricci e Sarah Ferrati.
Teatrale è l'impostazione dei suoi dialoghi, teatrali sono spesso le soluzioni scelte per ovviare ai limiti del mezzo televisivo, in particolare, quando ancora girato in ampex e ripreso in studio con tre telecamere; si pensi ad esempio alla realizzazione della battaglia di Waterloo nello sceneggiato tratto dai Miserabili di Victor Hugo, da lui sceneggiato, per la regia dell'amico Sandro Bolchi: data l'impossibilità per la televisione di allora (la sceneggiatura risale al 1962) di realizzare efficacemente delle battaglie, Guardamagna decise di far narrare la battaglia di Waterloo a un guitto (interpretato da Achille Millo) che improvvisava nella taverna di Thénardier.  La lunga scena (allora erano tollerate, dato che la RAI non temeva ancora la concorrenza delle televisioni private) cita il Prologo dell'Enrico V di Shakespeare, in cui si parla della battaglia di Agincourt: "nemmeno gli elmi dei soldati uccisi" sarebbero potuti entrare in quella taverna. 
Molte le sue opere nei cosiddetti anni d'oro della RAI. Coinvolto per il suo 'debutto' nel 1959 dall'amico Sandro Bolchi (con cui avrebbe lavorato ripetutamente) per la realizzazione del Ruy Blas, con Raoul Grassilli, ha poi scritto sempre per la regia di Bolchi "il più lungo sceneggiato televisivo mai prodotto" (vedi la voce relativa su Wikipedia), I miserabili, in dieci puntate (1963), dal romanzo di Victor Hugo, con Gastone Moschin, Giulia Lazzarini, Tino Carraro, Antonio Battistella, Roberto Bisacco. Sempre per Bolchi, Le mie prigioni, dal libro autobiografico di Silvio Pellico; la vita di Puccini, con Alberto Lionello, Ilaria Occhini, Luciano Alberici, Tino Carraro, Mario Maranzana; La coscienza di Zeno, dal romanzo omonimo di Italo Svevo.
Con Flaminio Bollini scrisse il soggetto della miniserie televisiva Il segno del comando (1971), con Ugo Pagliai e Carla Gravina (raccontava di aver discusso la prima idea del soggetto passeggiando per le strade del centro di Roma - in particolare Via Margutta - con Bollini, dopo una riunione della SIAE);  per la regia di Vittorio Cottafavi, nel 1968, il Cristoforo Colombo (1968), con Francisco Rabal. Infine, sempre come sceneggiatore: La rosa bianca, sulla resistenza pacifista antinazista, per la regia di Alberto Negrin, da cui ha tratto anche un testo teatrale, rappresentato a San Miniato con la regia di Giulio Bosetti; Una donna a Venezia; Lulù, con Mariangela Melato; Melodramma, con Gastone Moschin.
Come regista, ha diretto Adua, miniserie in 5 puntate; La Castiglione, sceneggiato televisivo in due puntate del 1975; Dedicato a un pretore, con Angiola Baggi e Duilio Del Prete; Una coccarda per il re;  Polizia, dal testo teatrale di Sławomir Mrożek; L'esperimento (1971), opera di teatro-inchiesta ricostruzione di un esperimento psicologico avvenuto nel 1961; Vita di Paganini, miniserie con Tino Schirinzi (sua anche la sceneggiatura). Due aneddoti su quest'ultima opera: le "mani" di Paganini violinista erano del grande musicista Salvatore Accardo, specialista di Paganini; inoltre, dato che per la parte di Paganini bambino era stato ritenuto perfetto un bambino con la erre moscia, le battute affidategli furono riscritte eliminando tutte le parole con la erre.
Fra i molti generi televisivi nei quali ha operato, ha scritto e/o diretto vari teatri inchiesta, originali televisivi, fra cui è da ricordare La mosca mora, con Arnoldo Foà; regie di testi teatrali, come ad esempio L'avventura di Maria, di Italo Svevo.
Dante Guardamagna ha scelto di interpretare un cameo in due lavori di cui è stato regista, sempre per la televisione: L'ultima mazurka (1986) e Ricatto internazionale (1978).
Per il teatro, che come si è detto è stato all'origine della sua formazione, sono stati rappresentati La breccia, scritto con Marisì Codecasa per il Teatro Stabile di Trieste, per la regia di Ruggero Jacobbi; la versione teatrale di Delitto e castigo, sempre per lo Stabile di Trieste, per la regia di Sandro Bolchi; La rosa bianca, con la regia di Giulio Bosetti, insignito del Premio San Miniato; Rocambole, scritto con Alberto Gozzi e di cui ha curato la regia, per il Teatro Stabile dell'Aquila.
Inediti molti testi: teatrali, come Napoleone IV, dal Giulio Cesare di Shakespeare, di cui sono apparsi brani sulla rivista Uomini e libri, e narrativi: il romanzo Pedantropia. Paura di ridere, e l'epistolario Da e Da, con la figlia Daniela.
Ha inoltre diretto il fotoromanzo "Adios, Lolita" con Mimma Di Terlizzi, Germano Longo, Marco Guglielmi, Claudia De Rossi ("I romanzi di Sogno" n.138, 1 giugno 1962).

## Filmografia parziale

### Sceneggiatore
- I miserabili, regia di Sandro Bolchi - miniserie TV (1963)
- La rosa rossa, regia di Franco Giraldi (1973)
- Puccini, regia di Sandro Bolchi - miniserie TV (1973)
- Murat, regia di Silverio Blasi - miniserie TV (1975)

#### Regista
- Occidente, dal romanzo di Ferdinando Camon
- La polizia, tratto dalla novella di Sławomir Mrożek, trasmesso dal Secondo programma il 14 febbraio 1969
- L'avventura di Maria, di Italo Svevo, trasmesso dal Secondo programma il 27 maggio 1970
- Una coccarda per il re (1970) - film TV
- L'esperimento (1971)
- Ricatto internazionale (1978)
- Adua (1981) - miniserie televisiva
- L'ultima mazurka (1986)